# Kovács András Bálint
Kovács András Bálint (Budapest, 1959. február 13. –) filmesztéta, egyetemi tanár.

## Életpályája
Szülei: Kovács András filmrendező és Pongrácz Gabriella. 1978–1983 között az ELTE Bölcsészettudományi Kar magyar-francia-esztétika szakán tanult. 1983 óta az ELTE BTK esztétika tanszékén oktató, egyetemi docens. 1983–1995 között a Filmvilág szerkesztője volt. 1984–1986 között a Balázs Béla Stúdió művészeti konzultánsa volt. 1990–1994 között a Színház- és Filmművészeti Főiskola Mozgóképelmélet Szak vezetője volt. 1995–1998 között a párizsi Magyar Intézet igazgatójaként tevékenykedett. 2006–2009 között a Nemzeti Audiovizuális Archívum szakmai igazgatója volt. 2007 óta a Magyar Tudományos Akadémia doktora.
Kutatási területe a modern európai művészfilm.

## Magánélete
1995-ben házasságot kötött Winkler Erikával. Két gyermekük született; Anna Sára (1995) és Péter Barnabás (2003).

## Művei
- Tarkovszkij, az orosz film Stalkere (rövidített verzió, Szilágyi Ákossal, 1985)
- Les mondes d'Andrej Tarkovsky (Szilágyi Ákossal, 1987)
- Tarr Béla: Kárhozat (művészeti konzultáns, 1988)
- Metropolis, Párizs (1992)
- Tarkovszkij – Az orosz film Sztalkere (teljes verzió, Szilágyi Ákossal, 1997)
- Film és elbeszélés (1997)
- Gilles Deleuze: Nietzsche és a filozófia (fordítás, 1999)
- Gilles Deleuze: A mozgás-kép – Film I. (fordítás, 2001)
- A film szerint a világ (2002)
- A kortárs filmelmélet útjai. Szöveggyűjtemény; szövegvál., bev. Kovács András Bálint, szerk. Vajdovich Györgyi, ford. Borsody Gyöngyi et al.; Palatinus, Bp., 2004 (Palatinus filmkönyvek)
- A modern film irányzatai – Az európai művészfilm 1950–1980 (2005)
- Screening modernism. European art cinema, 1950–1980 (A modern film irányzatai); University of Chicago Press, Chicago–London, 2007 (Cinema and modernity)
- Gilles Deleuze: Az idő-kép – Film II. (fordítás, 2008)
- Mozgóképelemzés (2009)
- A kör bezárul. Tarr Béla filmjei; XXI. Század, Bp., 2013
- The cinema of Béla Tarr. The circle closes (A kör bezárul. Tarr Béla filmjei); Wallflower Press, London–New York, 2013

## Filmjei
- Kárhozat (1988)
- Huttyán (1996)

## Díjai, kitüntetései
- A filozófiatudományok kandidátusa (1989)
- Széchenyi professzori ösztöndíj (1999–2002)